# Manslaughter (1930)
Manslaughter (bra: Homicida ou A Homicida) é um filme pre-Code estadunidense de 1930, do gênero drama romântico, dirigido por George Abbott, e estrelado por Claudette Colbert e Fredric March. O roteiro de Abbott foi baseado no romance homônimo de 1921, de Alice Duer Miller.
Uma impressão original do filme está salva no Arquivo de Cinema e Televisão da UCLA. A produção é uma refilmagem sonora do clássico mudo homônimo de 1922, de Cecil B. DeMille. A Paramount também lançou uma versão francesa da história, intitulada "Le réquisitoire" (1931), que foi dirigida por Dimitri Buchowetzki.

## Sinopse
Lydia Thorne (Claudette Colbert), uma jovem rica e mimada, é enviada para a prisão por acidentalmente atropelar um pedestre. Lá, ela aprende a viver em uma realidade completamente diferente da sua, ao lado de pessoas que ela nunca imaginou existir. Após sua libertação, ela percebe que está apaixonada por Dan O'Bannon (Fredric March), o promotor público que relutantemente cuidou de seu caso – um homem que estava anteriormente apaixonado por ela, mas que ela já havia desprezado.

## Elenco
- Claudette Colbert como Lydia Thorne
- Fredric March como Dan O'Bannon
- Emma Dunn como Srta. Bennett
- Natalie Moorhead como Eleanor Bellington
- Richard Tucker como J. P. Albee
- Hilda Vaughn como Louise Evans
- G. Pat Collins como John Drummond
- Steve Pendleton como Bobby
- Stanley Fields como Peters
- Arnold Lucy como Piers
- Ivan F. Simpson como Morson
- George Chandler como Observador de Estradas